# Brendan Lynch
Brendan Lynch († 19. Januar 2018 in Dublin, Irland) war ein parteiloser irischer Politiker und gehörte dem Stadtrat von Dublin (Dublin City Council) von 1974 bis zu seinem Ausscheiden 1999 an. Von Juli 1996 bis Juli 1997 bekleidete er das Amt des Oberbürgermeisters von Dublin (Lord Mayor of Dublin). Vor seinem politischen Engagement war er bei der Irish Press beschäftigt.
Lynch war mit Peggy Scott verheiratet und hatte mit ihr fünf Kinder.